# Omenasaari (ö i Egentliga Finland)
Omenasaari är en ö i Finland. Den ligger i Skärgårdshavet och i kommunen Tövsala i den ekonomiska regionen  Nystadsregionen i landskapet Egentliga Finland, i den sydvästra delen av landet. Ön ligger omkring 36 kilometer väster om Åbo och omkring 190 kilometer väster om Helsingfors.
Öns area är 0,98 kvadratkilometer och dess största längd är 1,7 kilometer i nord-sydlig riktning. Ön höjer sig omkring 30 meter över havsytan.